# Avoca (Minnesota)
Avoca é uma cidade localizada no estado americano de Minnesota, no Condado de Murray.

## Demografia
Segundo o censo americano de 2000, a sua população era de 146 habitantes. 
Em 2006, foi estimada uma população de 138, um decréscimo de 8 (-5.5%).

## Geografia
De acordo com o United States Census Bureau tem uma área de 
3,3 km², dos quais 2,8 km² cobertos por terra e 0,5 km² cobertos por água. Avoca localiza-se a aproximadamente 469 m acima do nível do mar.

## Localidades na vizinhança
O diagrama seguinte representa as localidades num raio de 16 km ao redor de Avoca. 